# Ernst Deck
Ernst Deck (* 24. Juni 1905 in Mannheim; † 3. April 1993 in München) war ein deutscher Unternehmer, Honorarprofessor der TH München und  Ehrensenator der Universität Karlsruhe (TH).

## Leben
Ernst Deck, Sohn von Peter Deck und Anna geb. Spiegel, studierte ab 1926 an der damaligen Technischen Hochschule in Karlsruhe und wurde Mitglied der Burschenschaft Teutonia. 1930 legte er das Diplom-Examen ab. Zunächst arbeitete er bei Siemens und ab 1934 bei der Firma Dyckerhoff & Widmann in Berlin. 1945 wurde er Leiter der Maschinenverwaltung und 1959 Direktor. Ab 1963 hatte Deck einen Lehrauftrag an der TH München für das Gebiet Baumaschinen und ab dem 29. Januar 1970 eine Stelle als Honorarprofessor.

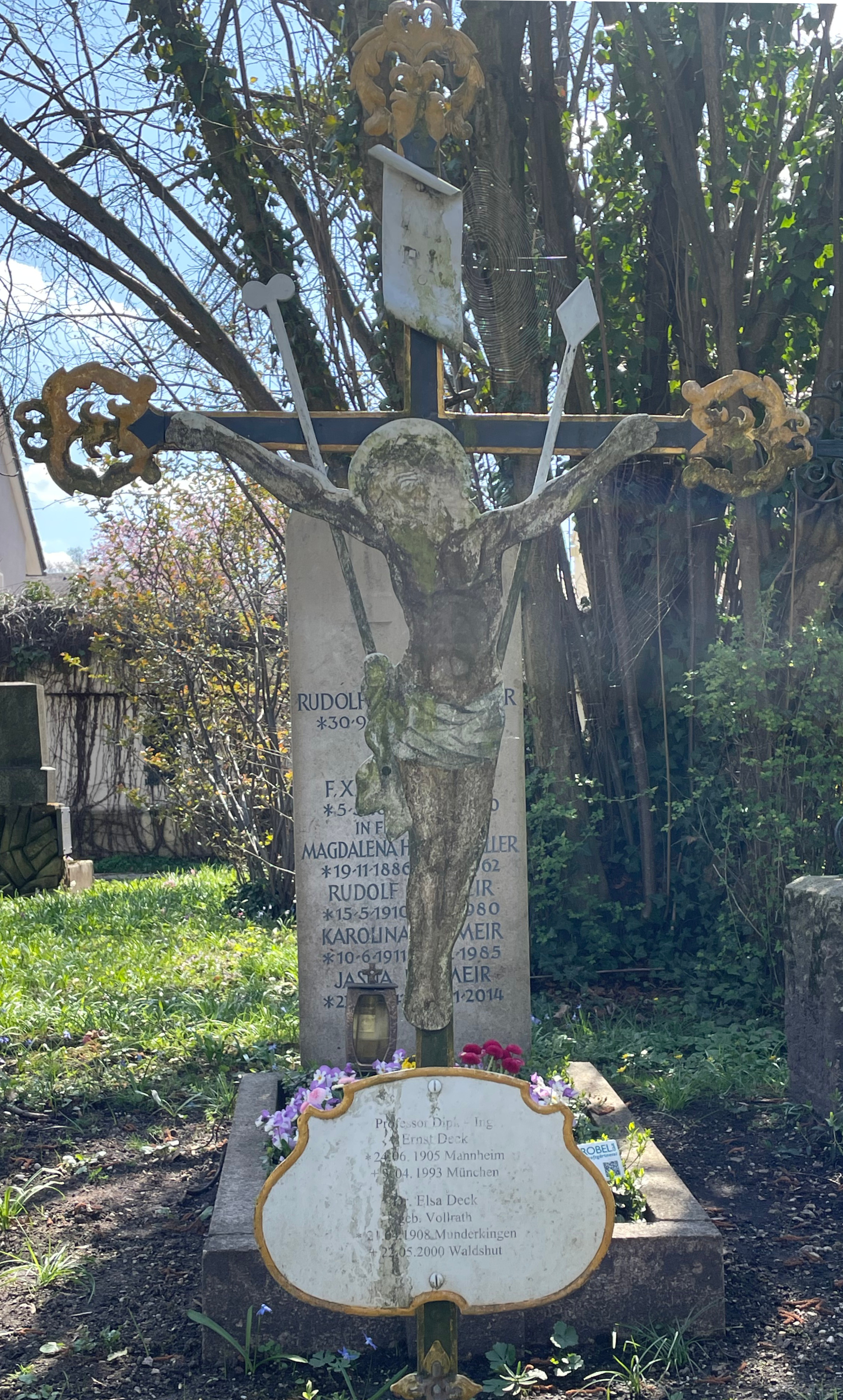
Grab von Ernst Deck auf dem Nymphenburger Friedhof.

Im Oktober 1969 wurde Deck aufgrund eines einstimmigen Beschlusses des Senats der Universität Karlsruhe (TH) die Würde eines Ehrensenators verliehen.
Zusammen mit dem Hauptverband der Deutschen Bauindustrie engagierte er sich an einer Vertiefung der Kontakte zwischen Praxis und Wissenschaft. Er gehörte dem Geräteausschuss des Hauptverbandes mehr als 10 Jahre als Vorsitzender an.
Ernst Decks Grab befindet sich auf dem Nymphenburger Friedhof in München. 